# Lorenzo Ghielmi
Lorenzo Ghielmi, né le 1er septembre 1959 à Milan, est un organiste et claveciniste italien.

## Biographie
Lorenzo Ghielmi est professeur à l'Accademia Internazionale della Musica de Milan ainsi qu'à la Schola Cantorum Basiliensis de Bâle. Parmi ses élèves figure notamment Helga Váradi.

## Discographie sélective
- Tintinnabulum chez Winter & Winter (2001)
- Nikolaus Bruhns chez Winter & Winter (2002)
- Anno 1630 chez Winter & Winter (2003)
- Bachs Leben, Kunst und Kunstwerke chez Winter & Winter (2004)
- Bach and the Romanticist chez Winter & Winter (2005)
- Carl Philipp Emanuel Bach chez Winter & Winter (2008)
- Die Kunst der Fuge chez Winter & Winter (2009)